# Німецький науково-дослідний інститут землеробства та колонізації
Німецький науково-дослідний інститут землеробства та колонізації (нім. Deutsche Forschungsinstitut für Agrar- und Siedlungswesen (Sering-Institut))
Заснований Максом Зерінгом 1922 року у Берліні.

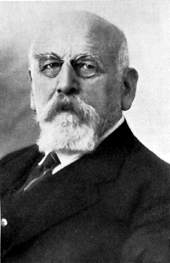
Макс Зерінг

## Історія створення та діяльності
1912 року голова Наукової комісії Прусського військового міністерства під час Першої світової війни Макс Зерінг, разом з президентом округи Бранденбург Фрідріхом фон Шверіном (нім. Friedrich Ernst von Schwerin), заснував Товариство сприяння внутрішій колонізації (нім. Gesellschaft zur Förderung der inneren Kolonisation). Наголос робився на «плановане створення нових поселень на прилеглій території», без тенденції до розширення Райху. 1919 року був прийнятий Акт про поселення в Райхові (нім. Reichssiedlungsgesetz), і Макс Зерінг вважався його «батьком» .